# Rue Pinel
La rue Pinel est une voie située dans le quartier de la Salpêtrière du 13e arrondissement de Paris.

## Situation et accès
La rue Pinel, d'une longueur de 225 mètres, débute au no 9, place Pinel et no 1, rue de Campo-Formio et se termine au no 137, boulevard de l'Hôpital.
Elle est accessible par les lignes 5 à la station Campo-Formio et 6 à la station Nationale.

## Origine du nom
Elle rend hommage au médecin en chef français de l'hôpital de la Salpêtrière, Philippe Pinel (1745-1826), du fait de son voisinage de cet établissement.

## Historique
Cette voie est créée en 1816, sur une partie du village d'Austerlitz à hauteur de la barrière d'Ivry sous le nom de « rue de l'Hôpital-Général » en raison de son voisinage avec l'Hôpital Général de la Vieillesse.
Elle prend le nom de « rue Pinel » par décret du 9 avril 1851.

## Bâtiments remarquables et lieux de mémoire
- Au no 9 se trouve le siège de la Fédération française du « Droit humain », la première et la plus ancienne fédération de l'Ordre maçonnique mixte international « le Droit humain ».
- La rue longe les bâtiments de l'École nationale supérieure des arts et métiers, construite sur le site des anciens abattoirs de Villejuif[3].